# Оана Пелля
Оана Даяна Пелля, англ. Oana Daiana Pellea (*29 січня 1962, Бухарест) — румунська акторка.

## Біографія
Народилася в Бухаресті в 1962 року в родині актора Амзи Пелля. Навчалася у Кіноакадемії румунського театру, перш ніж почала зніматися у численних театральних п'єсах і брати активну участь у кіномистецтві.

### Кар'єра
Театральні роботи акторки привернули багато уваги. Її відомі виступи включають ролі Маші «Три сестри» Чехова, Люціус «Юлій Цезар» Шекспіра та Марія в п'єсі Георга Бюхнера «Войцек», всі з яких зробили внесок в її перемогу премії 1996 р. від міжнародних театральних критиків за найкращу жіночу роль. Інші важливі ролі — Джульєтта в «Мефісто» Клауса Манна, Катаріна виробництва Міхая Маніутіу, п'єса «Приборкання норовливої» Шекспіра та Друсілла в «Калігулі» Камю.
Представляла Румунію у кількох міжнародних театральних фестивалях, в тому числі щорічному фестивалі Союзу європейських театрів.
Брала участь у численних багатомовних постановках, включаючи французькі.

## Нагороди
- Найкраща акторка — Женевський кінофестиваль
- Золотий орел — Міжнародний кінофестиваль у Батумі, Грузія.

## Приватне життя
Володіє румунською, французькою, англійською й італійською мовами.

## Фільмографія
| Рік  | Фільм                           | Роль             | Примітки |
| ---- | ------------------------------- | ---------------- | -------- |
| 2013 | Ia neamule cartellea            |                  |          |
| 2009 | Попіл і кров                    |                  |          |
| 2008 | Бібліотека Паскаля              | Родіка Папару    |          |
| 2007 | Cu un pas înainte               | Кармен Карагіу   |          |
| 2007 | Вогонь і Лід: Хроніки Драконів  | Королева Реміні  |          |
| 2007 | Я справді ненавиджу свою роботу | Ріта             |          |
| 2006 | Останній нащадок Землі          | Марічка          |          |
| 2006 | Fehér tenyér                    | Мати             |          |
| 2005 | Păcatele Evei                   | Патрісія Манафу  |          |
| 2004 | Camera ascunsă                  | Пусі             |          |
| 2003 | Велика напруга                  | Мати Алекс       |          |
| 1994 | Нострадамус                     | Господиня готелю |          |